# (11295) Gustaflarsson
(11295) Gustaflarsson est un astéroïde de la ceinture principale.

## Description
(11295) Gustaflarsson est un astéroïde de la ceinture principale. Il fut découvert le 8 mars 1992 à La Silla par le programme UESAC. Il présente une orbite caractérisée par un demi-grand axe de 3,21 UA, une excentricité de 0,19 et une inclinaison de 1,7° par rapport à l'écliptique.

## Compléments